# Hilas y las ninfas
Hilas y las ninfas (Hylas and the Nymphs) es una pintura de John William Waterhouse dentro de su ciclo dedicado a la mitología griega. Pintado en 1896, en la actualidad el cuadro se encuentra en la Manchester Art Gallery. Representa el mito de Hilas, seducido por las ninfas acuáticas (en algunas versiones, hasta que se ahogó).

## Descripción
La pintura muestra un joven inclinado sobre el agua de un lago cubierto por vegetación. El hombre esta vestido con una túnica azul con faja roja sosteniendo un cántaro en la mano izquierda, pues había bajado a buscar agua y mira atentamente a las ninfas que se le acercan, unas chicas jóvenes desnudas que están medio sumergidas en el lago, del que sólo sobresale la parte superior del cuerpo. Están representadas como siete chicas con largos cabellos castaño rojizos adornados con flores, rostro inexpresivo y un cuerpo blanco y delgado. Su físico es muy similar para todas. Rodean al hombre tentándolo para que entre en el agua. De las tres más cercanas a él, una le sujeta la muñeca y el codo, una segunda le tira de la túnica y la tercera le enseña unas perlas en la palma de la mano.
La blancura de la piel contrasta con el color vivo de la ropa del joven y con los tonos oscuros y verdosos del paisaje. En la superficie cristalina del lago se pueden ver varios nenúfares y otras ninfeáceas.

## Análisis
El foco de la pintura está puesto en el poder maléfico y seductor de las ninfas, por eso el punto de vista se sitúa casi a ras del agua y el rostro de Hilas sólo se ve de perfil, mientras que ellas son claramente visibles, una definición acentuada por el color de su piel, que contrasta con el fondo. El tema de la muerte de Hilas fue pintado por varios artistas británicos de los siglos XIX y principios del XX.
El cuadro se hizo famoso por una polémica en enero de 2018 que produjo su retirada temporal de la galería donde se expone, con el argumento de que determinadas feministas podían sentirse ofendidas por mostrar supuestamente a la mujer como un objeto o con una visión negativa.